# Piper asterotrichum
Piper asterotrichum är en pepparväxtart som beskrevs av C. Dc.. Piper asterotrichum ingår i släktet Piper och familjen pepparväxter. Utöver nominatformen finns också underarten P. a. yessupense.